# Girgols
Girgols település Franciaországban, Cantal megyében. Lakosainak száma 71 fő (2022. január 1.). Girgols Laroquevieille, Lascelle, Marmanhac, Saint-Cernin, Saint-Projet-de-Salers és Tournemire községekkel határos.

## Népesség
A település népességének változása:
| Lakosok száma | 151  | 100  | 84   | 75   | 75   | 77   | 76   | 74   | 73   | 71   |
|               | 1968 | 1982 | 1990 | 2006 | 2013 | 2015 | 2017 | 2019 | 2020 | 2022 |